# Герасимова, Надежда Васильевна
Надежда Васильевна Герасимова (род. 22 марта 1952) — российский политический деятель, действительный государственный советник Российской Федерации 1 класса, бывший заместитель министра РФ по делам гражданской обороны, чрезвычайным ситуациям и ликвидации последствий стихийных бедствий (2000—2004), депутат Государственной Думы пятого-шестого созывов (2007—2011, 2011—2016), бывший директор Департамента развития инфраструктуры МЧС России. Член фракции «Единая Россия».

## Биография
1952 — родилась в деревне Выжловичи Пинского района Брестской области Белорусской ССР
1970—1975 год — кредитный инспектор, старший кредитный инспектор, старший экономист Канского отделения Госбанка, Красноярский край
1975—1988 год — старший экономист, начальник отдела Красноярской краевой конторы Госбанка
1980 год — окончила Ленинградский институт советской торговли имени Ф.Энгельса по специальности «экономист»
1988—1990 год — заместитель начальника управления — начальник отдела Красноярского краевого управления Агропромбанка
1990—1991 год — исполняющий обязанности начальника управления (Главное управление Госбанка РСФСР по Красноярскому краю)
1991—1992 год — председатель правления коммерческого банка «Нива», город Красноярск
1992—1994 год — председатель правления Красноярского регионального банка Россельхозбанка
1994—1996 год — председатель правления банка (Красноярский региональный филиал Агропромбанка)
1996—1997 год — начальник Департамента инвестиций и эксплуатации основных фондов МЧС России
1997—2000 год — руководитель Департамента инвестиций и эксплуатации основных фондов МЧС России
2000—2004 год — заместитель министра Российской Федерации по делам гражданской обороны, чрезвычайным ситуациям и ликвидации последствий стихийных бедствий
2004—2005 год — директор Департамента развития инфраструктуры МЧС России
2005 год — вновь назначена заместителем министра РФ по делам гражданской обороны, чрезвычайным ситуациям и ликвидации последствий стихийных бедствий.
2007 год — депутат Государственной Думы пятого созыва в составе федерального списка кандидатов, выдвинутого Всероссийской политической партией «Единая Россия». Заместитель Председателя ГД. Член Комитета ГД по труду и социальной политике.
2011 год — депутат Государственной Думы шестого созыва. Первый заместитель председателя комитета ГД по Регламенту и организации работы Государственной Думы.

## Награды
- Орден «За заслуги перед Отечеством» IV степени (16 октября 2012 года) — за большой вклад в развитие российского парламентаризма и активную законотворческую деятельность[2].
- Орден «Знак Почёта».
- Почётная грамота Президента Российской Федерации (20 сентября 2016 года) — за заслуги в законотворческой деятельности и многолетнюю плодотворную работу[3].
- Благодарность Президента Российской Федерации (17 января 2005 года) — за высокие личные показатели в служебной деятельности и многолетний добросовестный труд[4].